# Giovanni Felice Sances
Giovanni Felice Sances (ou Sancies, Sanci, Sanes, Sanchez, c. 1600 – 24 novembre 1679) est un chanteur Italien et compositeur de la période baroque. Il a été renommé en Europe pendant son temps.

## Biographie
Sances étudie au Collegio Germanico (en) de Rome de 1609 à 1614. Il apparaît dans l'opéra Amor pudico à Rome en 1614. Sa carrière l'emmène ensuite à Bologne et Venise. Son premier opéra, Ermiona, dans lequel il chante, est monté à Padoue en 1636.
En 1636, il s'installe à Vienne, où il est d'abord employé à la chapelle impériale comme ténor. En 1649, pendant le règne de Ferdinand III, il est nommé vice-Kapellmeister de Antonio Bertali. Il collabore avec Bertali pour présenter régulièrement des opéras italiens. Il a également composé des sepolcri (genre d'opéra sur le thème de la passion et de la crucifixion du Christ), des œuvres sacrées et de la musique de chambre.
En 1669, à la mort de Bertali, il lui succède au poste de Kapellmeister de la cour impériale. Dès 1673, en raison de sa mauvaise santé, un grand nombre de ses fonctions sont reprises par son adjoint, Johann Heinrich Schmelzer. Il meurt à Vienne en 1679.

## Œuvres
- Missa Sanctae Maria Magdalenae (pour six instruments à vent, six instruments à cordes, sept voix et orgue)

1. Kyrie
2. Gloria
3. Credo
4. Sanctus
5. Agnus Dei

- Stabat Mater
- Lagrimosa beltà
- Missa Solicita

1. Kyrie
2. Gloria
3. Credo
4. Sanctus
5. Benedictus
6. Agnus Dei

- O Domine Jesu
- O Deus Meus
- Litany della BVM cum Sub tuum praesidium
- O Maria Dei genetrix
- Caro Mea
- Improperium expectavit cor meum
- Vulnerasti cor meum
- Domine quid multiplicati sunt
- Plagae tuae Domine
- Iste confessor
- Mi fai peccato (pour deux voix et basse continue)
- Si fera s'uccida, (pour deux voix, cordes et basse continue)
- Misera, hor si ch'il pianto
- Chi sa amare e tracer mercede aspetti (canzonetta à deux voix)
- Presso l'onde tranquille (pour voix et basse continue)
- Traditorella che credi (pour voix et basse continue)
- Perché Vechia gli dissi (pour voix et basse continue)
- Che sperasti ò mio cor (pour voix et basse continue)
- Cantata: Lagrimosa beltà (ciaccona) (à deux voix)
- Cantata: Non sia chi mi riprende (1636)
- Opera: L’Ermiona (1636)
- Motetti a una, due, tre, e quattro voci (1638)
- Dialogo a due. Pastor e Ninfa (1649)
- Oratorio : Lachrime di San Pietro (1666)
- Stabat Mater (1670)

## Publications
- Giovanni Felice Sances, Missa Sancta Maria Magdalenae, pour sept voix, douze instruments et orgue, éd. par David Hauser et Steven Saunders] (Introduction), p. i[1]
- Il quarto libro delle cantate et arie a voce sola, (Venise, Vincetini, 1636)
- Capricci poetici di Gioan Felice Sances (Venise, Gardano, 1649)

## Discographie
- Tirsi Morir Volea, Sacro & Profano - Marco Mencoboni (E lucevan le stelle records[2])
- Dulcis amor Iesu, Scherzi Musicali - dir. Nicolas Achten (2010, Ricercar RIC 292)
- Stabat Mater & Motets to the virgin Mary, Philippe Jaroussky (2009, Warner Classics)
- Dialoghi Amorosi Scherzi Musicali, Scherzi Musicali - dir. Nicolas Achten (2017, Ricercar RIC 385)